# 金馬獎最佳美術設計
金馬獎最佳美術設計是由財團法人中華民國電影事業發展基金會的臺北金馬影展執行委員會在臺灣舉辦的電影獎項，自1965年起頒發，給予年度最出色的華語電影中美術設計。

## 得獎者及入圍名單

### 最佳彩色美術設計（第3屆-第8屆）
|  | 獲獎者 |

| 年份 （屆數）  | 姓名           | 片名             |
| -------------- | -------------- | ---------------- |
| 1965 （第3届） | 曹年龍         | 《狀元及第》     |
| 1966 （第4届） | 顧毅           | 《西施》         |
| 1967 （第5届） | 翁文燈         | 《我女若蘭》     |
| 1968 （第6届） | 李季           | 《寂寞的十七歲》 |
| 1969 （第7届） | 葉英晉、張國雄 | 《月滿西樓》     |
| 1970 （第8届） | 高山嵐         | 《幸運草》       |

### 最佳黑白影片美術設計（第9屆）
| 年份 （屆數）  | 姓名   | 片名       |
| -------------- | ------ | ---------- |
| 1971 （第9届） | 包天鳴 | 《董夫人》 |

### 最佳彩色影片美術設計（第9屆-第14屆）
| 年份 （屆數）   | 姓名   | 片名           |
| --------------- | ------ | -------------- |
| 1971 （第9届）  | 梁延興 | 《緹縈》       |
| 1972 （第10届） | 陳上林 | 《俠女下集》   |
| 1973 （第11届） | 鄒志良 | 《彩雲飛》     |
| 1975 （第12届） | 陳景森 | 《傾國傾城》   |
| 1976 （第13届） | 王童   | 《楓葉情》     |
| 1977 （第14届） | 陳景森 | 《乾隆下江南》 |

### 最佳美術設計（第15屆-至今）
| 年份 （屆數）   | 姓名                                             | 片名                       |
| --------------- | ------------------------------------------------ | -------------------------- |
| 1978 （第15届） | 陳景森                                           | 《金玉良緣紅樓夢》         |
| 1978 （第15届） | 李季                                             | 《鄉野奇談》               |
| 1978 （第15届） | 王童                                             | 《煙水寒》                 |
| 1979 （第16届） | 胡金銓                                           | 《山中傳奇》               |
| 1979 （第16届） | 鄒志良                                           | 《春寒》                   |
| 1979 （第16届） | 蔡正彬                                           | 《小城故事》               |
| 1980 （第17届） | 張季平                                           | 《源》                     |
| 1980 （第17届） | 袁光明                                           | 《地獄天堂》               |
| 1980 （第17届） | 張佩成                                           | 《鄉野人》                 |
| 1981 （第18届） | 陳景森                                           | 《徐老虎與白寡婦》         |
| 1981 （第18届） | 張叔平                                           | 《夜來香》                 |
| 1981 （第18届） | 王童                                             | 《假如我是真的》           |
| 1982 （第19届） | 黃銳民                                           | 《再生人》                 |
| 1982 （第19届） | 陳景森                                           | 《檸檬可樂》               |
| 1982 （第19届） | 張季平                                           | 《辛亥雙十》               |
| 1983 （第20届） | 張季平                                           | 《大輪迴》                 |
| 1983 （第20届） | 張季平                                           | 《搭錯車》                 |
| 1983 （第20届） | 王童、胡金銓                                     | 《天下第一》               |
| 1984 （第21届） | 陳景森、鄺廣賢                                   | 《唐朝豪放女》             |
| 1984 （第21届） | 王俠軍                                           | 《玉卿嫂》                 |
| 1984 （第21届） | 張叔平                                           | 《花城》                   |
| 1984 （第21届） | 鄒志良                                           | 《玉卿嫂》                 |
| 1985 （第22届） | 林崇文、古金田、王童                             | 《策馬入林》               |
| 1985 （第22届） | 王俠軍、古金田                                   | 《我這樣過了一生》         |
| 1985 （第22届） | 張季平                                           | 《唐朝綺麗男》             |
| 1986 （第23届） | 張叔平                                           | 《最愛》                   |
| 1986 （第23届） | 張叔平                                           | 《夢中人》                 |
| 1986 （第23届） | 鄒志良                                           | 《唐山過台灣》             |
| 1987 （第24届） | 馬光榮、朴若木                                   | 《胭脂扣》                 |
| 1987 （第24届） | 奚仲文                                           | 《倩女幽魂》               |
| 1987 （第24届） | 古金田                                           | 《稻草人》                 |
| 1988 （第25届） | 黃銳民                                           | 《警察故事續集》           |
| 1988 （第25届） | 區丁平                                           | 《傾城之戀》               |
| 1988 （第25届） | 張叔平                                           | 《熱血男兒》               |
| 1989 （第26届） | 張季平、粟通、陳耀圻、李寶琳                     | 《晚春情事》               |
| 1989 （第26届） | 馬磐超                                           | 《奇蹟》                   |
| 1989 （第26届） | 朴若木                                           | 《三個女人的故事》         |
| 1990 （第27届） | 張西美、廖鳳平                                   | 《滾滾紅塵》               |
| 1990 （第27届） | 李樂詩                                           | 《愛在他鄉的季節》         |
| 1990 （第27届） | 梁華生                                           | 《笑傲江湖》               |
| 1990 （第27届） | 梁華生                                           | 《喋血街頭》               |
| 1991 （第28届） | 張叔平                                           | 《阿飛正傳》               |
| 1991 （第28届） | 余為彥、楊德昌                                   | 《牯嶺街少年殺人事件》     |
| 1991 （第28届） | 馬磐超                                           | 《何日君再來》             |
| 1991 （第28届） | 朴若木                                           | 《阮玲玉》                 |
| 1992 （第29届） | 李富雄                                           | 《無言的山丘》             |
| 1992 （第29届） | 奚仲文                                           | 《新神雕俠侶》             |
| 1992 （第29届） | 張弘                                             | 《少年吔，安啦！》         |
| 1992 （第29届） | 鍾曉風、張叔平                                   | 《新龍門客棧》             |
| 1993 （第30届） | 葉錦添、李偉明、楊占家                           | 《誘僧》                   |
| 1993 （第30届） | 何劍聲                                           | 《歲月風雲之上海皇帝》     |
| 1993 （第30届） | 張弘、何獻科、盧明進、蔡照益                     | 《戲夢人生》               |
| 1993 （第30届） | 馬磐超                                           | 《白髮魔女傳》             |
| 1994 （第31届） | 朴若木                                           | 《紅玫瑰白玫瑰》           |
| 1994 （第31届） | 楊德昌、關傳雍、姚瑞中                           | 《獨立時代》               |
| 1994 （第31届） | 張叔平                                           | 《東邪西毒》               |
| 1994 （第31届） | 張叔平                                           | 《重慶森林》               |
| 1995 （第32届） | 張叔平                                           | 《墮落天使》               |
| 1995 （第32届） | 馬磐超                                           | 《新夜半歌聲》             |
| 1995 （第32届） | 丁遠大                                           | 《人約黃昏》               |
| 1995 （第32届） | 胡志岳                                           | 《阿爸的情人》             |
| 1996 （第33届） | 李富雄                                           | 《紅柿子》                 |
| 1996 （第33届） | 黃洽貴                                           | 《風月》                   |
| 1996 （第33届） | 楊鋼                                             | 《日光峽谷》               |
| 1996 （第33届） | 奚仲文                                           | 《浮生》                   |
| 1997 （第34届） | 馬磬超                                           | 《宋家皇朝》               |
| 1997 （第34届） | 張叔平                                           | 《春光乍洩》               |
| 1997 （第34届） | 張弘                                             | 《國道封閉》               |
| 1997 （第34届） | 余家安、黃仁逵                                   | 《半生緣》                 |
| 1998 （第35届） | 黃文英、曹智偉                                   | 《海上花》                 |
| 1998 （第35届） | 余家安                                           | 《玻璃之城》               |
| 1998 （第35届） | 何劍雄                                           | 《風雲雄霸天下》           |
| 1998 （第35届） | 楊凡                                             | 《美少年之戀》             |
| 1999 （第36届） | 潘燚森                                           | 《千言萬語》               |
| 1999 （第36届） | 羅文、王正帆                                     | 《一代梟雄——曹操》         |
| 1999 （第36届） | 蔡照益                                           | 《天馬茶房》               |
| 1999 （第36届） | 邱偉民                                           | 《天旋地戀》               |
| 2000 （第37届） | 李富雄                                           | 《沙河悲歌》               |
| 2000 （第37届） | 王繼賢                                           | 《西洋鏡》                 |
| 2000 （第37届） | 葉錦添                                           | 《臥虎藏龍》               |
| 2000 （第37届） | 張叔平                                           | 《花樣年華》               |
| 2001 （第38届） | 何劍雄、付德林                                   | 《蜀山傳》                 |
| 2001 （第38届） | 霍達華                                           | 《慌心假期》               |
| 2001 （第38届） | 嚴沾林、婁中國                                   | 《遊園驚夢》               |
| 2001 （第38届） | 張叔平                                           | 《藍宇》                   |
| 2002 （第39届） | 黃茂森                                           | 《給我一隻貓》             |
| 2002 （第39届） | 黃銳民                                           | 《香港有個荷里活》         |
| 2002 （第39届） | 文念中                                           | 《男人四十》               |
| 2002 （第39届） | 奚仲文                                           | 《三更之回家》             |
| 2003 （第40届） | 奚仲文、黃炳耀                                   | 《金雞》                   |
| 2003 （第40届） | 趙崇邦、王晶晶                                   | 《無間道》                 |
| 2003 （第40届） | 陸文華                                           | 《人民公廁》               |
| 2003 （第40届） | 余家安                                           | 《向左走．向右走》         |
| 2004 （第41届） | 張叔平、邱偉明                                   | 《2046》                   |
| 2004 （第41届） | 洪東祿、洪崇仁                                   | 《豔光四射歌舞團》         |
| 2004 （第41届） | 王晶晶、趙崇邦、黃銳民                           | 《新警察故事》             |
| 2004 （第41届） | 林正盛、胡碩珍                                   | 《月光下，我記得》         |
| 2005 （第42届） | 王逸飛                                           | 《人魚朵朵》               |
| 2005 （第42届） | 黃家能                                           | 《七劍》                   |
| 2005 （第42届） | 黃文英、王誌成                                   | 《最好的時光》             |
| 2005 （第42届） | 黃銳民                                           | 《功夫》                   |
| 2006 （第43届） | 葉錦添                                           | 《夜宴》                   |
| 2006 （第43届） | Narongchai Aunn-Jai                              | 《鬼域》                   |
| 2006 （第43届） | 奚仲文、黃炳耀                                   | 《如果·愛》                |
| 2006 （第43届） | 和田惠美、愛甲悅子                               | 《吳清源》                 |
| 2007 （第44届） | Anuson PINYOPOTJANEE                             | 《C+偵探》                 |
| 2007 （第44届） | 朴若木                                           | 《色，戒》                 |
| 2007 （第44届） | Melinda DORING                                   | 《意》                     |
| 2007 （第44届） | 黃美清                                           | 《流浪神狗人》             |
| 2008 （第45届） | 趙思豪                                           | 《停車》                   |
| 2008 （第45届） | 奚仲文、易振洲、黃炳耀                           | 《投名狀》                 |
| 2008 （第45届） | 李楊、郭少強                                     | 《一半海水 一半火焰》      |
| 2008 （第45届） | 葉錦添                                           | 《赤壁》                   |
| 2009 （第46届） | 李天爵、Patrick Dechesne、Alain、Pascal Housiaux | 《臉》                     |
| 2009 （第46届） | 霍達華                                           | 《不能沒有你》             |
| 2009 （第46届） | 奚仲文、蔡珮玲                                   | 《如夢》                   |
| 2009 （第46届） | 肖海航、楊浩宇                                   | 《風聲》                   |
| 2010 （第47届） | 彭維民                                           | 《當愛來的時候》           |
| 2010 （第47届） | 黃美清、陳柏任                                   | 《艋舺》                   |
| 2010 （第47届） | 李敦綱                                           | 《第36個故事》             |
| 2010 （第47届） | 趙崇邦                                           | 《通天神探狄仁傑》         |
| 2011 （第48届） | 奚仲文、孫立                                     | 《武俠》                   |
| 2011 （第48届） | 郝藝                                             | 《刀見笑》                 |
| 2011 （第48届） | 張世宏                                           | 《李小龍》                 |
| 2011 （第48届） | 種田陽平                                         | 《賽德克·巴萊》            |
| 2012 （第49届） | 林木                                             | 《殺生》                   |
| 2012 （第49届） | 霍廷霄                                           | 《白鹿原》                 |
| 2012 （第49届） | 蔡珮玲                                           | 《星空》                   |
| 2012 （第49届） | 奚仲文、劉敏雄                                   | 《龍門飛甲》               |
| 2012 （第49届） | 文念中                                           | 《聽風者》                 |
| 2013 （第50届） | 張叔平、 邱偉明                                  | 《一代宗師》               |
| 2013 （第50届） | 趙思豪                                           | 《失魂》                   |
| 2013 （第50届） | 石海鷹                                           | 《一九四二》               |
| 2013 （第50届） | 李楊                                             | 《致我們終將失去的青春》   |
| 2013 （第50届） | 蔡珮玲                                           | 《南方小羊牧場》           |
| 2014 （第51届） | 劉強                                             | 《白日焰火》               |
| 2014 （第51届） | 麥國強                                           | 《狄仁傑之神都龍王》       |
| 2014 （第51届） | 傅英彰                                           | 《勝利》                   |
| 2014 （第51届） | 郝藝                                             | 《無人區》                 |
| 2014 （第51届） | 黃美清                                           | 《軍中樂園》               |
| 2015 （第52届） | 張叔平、邱偉明                                   | 《華麗上班族》             |
| 2015 （第52届） | 種田陽平、李健威                                 | 《捉妖記》                 |
| 2015 （第52届） | 易振洲                                           | 《智取威虎山3D》           |
| 2015 （第52届） | 黃文英                                           | 《刺客聶隱娘》             |
| 2015 （第52届） | 柳青                                             | 《一步之遙》               |
| 2016 （第53届） | 趙思豪                                           | 《一路順風》               |
| 2016 （第53届） | 李淼                                             | 《唐人街探案》             |
| 2016 （第53届） | 麥國強                                           | 《葉問3》                  |
| 2016 （第53届） | 羅順福、方聖翔                                   | 《天亮之前》               |
| 2016 （第53届） | Akekarat Homlaor                                 | 《再見瓦城》               |
| 2017 （第54届） | 邱偉明                                           | 《擺渡人》                 |
| 2017 （第54届） | 黃美清                                           | 《健忘村》                 |
| 2017 （第54届） | 趙思豪                                           | 《大佛普拉斯》             |
| 2017 （第54届） | 石海鷹                                           | 《芳華》                   |
| 2017 （第54届） | 蔡珮玲                                           | 《血觀音》                 |
| 2018 （第55届） | 馬光榮                                           | 《影》                     |
| 2018 （第55届） | 劉強                                             | 《暴雪將至》               |
| 2018 （第55届） | 柳青                                             | 《邪不壓正》               |
| 2018 （第55届） | 屠楠、陸葦                                       | 《妖貓傳》                 |
| 2018 （第55届） | 黃文英、王誌成                                   | 《范保德》                 |
| 2019 （第56届） | 王誌成                                           | 《返校》                   |
| 2019 （第56届） | 蕭仁傑                                           | 《亡命之途》               |
| 2019 （第56届） | 賴勇坤                                           | 《最乖巧的殺人犯》         |
| 2019 （第56届） | 蔡珮玲、林慶順、陳炫劭                           | 《夕霧花園》               |
| 2019 （第56届） | 郭志達                                           | 《灼人秘密》               |
| 2020 （第57届） | 趙思豪                                           | 《同學麥娜絲》             |
| 2020 （第57届） | 王誌成                                           | 《消失的情人節》           |
| 2020 （第57届） | 吳忠憲                                           | 《怪胎》                   |
| 2020 （第57届） | 李天爵、劉怡如                                   | 《無聲》                   |
| 2020 （第57届） | 張兆康、姚漢文                                   | 《手捲菸》                 |
| 2021 （第58届） | 黃美清、梁碩麟、廖惠麗                           | 《緝魂》                   |
| 2021 （第58届） | 蕭仁傑                                           | 《詭扯》                   |
| 2021 （第58届） | 趙思豪                                           | 《瀑布》                   |
| 2021 （第58届） | 王誌成                                           | 《月老》                   |
| 2021 （第58届） | 陳柏任                                           | 《不想一個人》             |
| 2022 （第59届） | 麥國強、王慧茵                                   | 《智齒》                   |
| 2022 （第59届） | 陳若宇                                           | 《咒》                     |
| 2022 （第59届） | 林典右、曾豪銘、林芷蔚                           | 《素還真》                 |
| 2022 （第59届） | 葉子瑋                                           | 《查無此心》               |
| 2022 （第59届） | 張軼峰                                           | 《一家子兒咕咕叫》         |
| 2023 （第60届） | 黃美清、涂碩峯                                   | 《疫起》                   |
| 2023 （第60届） | 王誌成、尤麗雯                                   | 《老狐狸》                 |
| 2023 （第60届） | 黃美清、鄭嘉政                                   | 《小曉》                   |
| 2023 （第60届） | 吳若昀                                           | 《請問，還有哪裡需要加強》 |
| 2023 （第60届） | 潘燚森、謝靄霖                                   | 《白日之下》               |
| 2024 （第61届） | 王誌成、梁碩麟                                   | 《鬼才之道》               |
| 2024 （第61届） | 趙思豪                                           | 《餘燼》                   |
| 2024 （第61届） | 蔡珮玲                                           | 《小雁與吳愛麗》           |
| 2024 （第61届） | 葉子瑋                                           | 《白衣蒼狗》               |
| 2024 （第61届） | 呂東                                             | 《沃土》                   |

## 外部連結
- 金馬獎官方網站 （页面存档备份，存于）
- 金馬影展 TGHFF的Facebook專頁
- goldenhorsefilmfestival的Instagram帳戶
- YouTube上的TGHFF頻道
- Taipei Golden Horse的X（前Twitter）